# جورج ويلر (لاعب جمباز)
جورج ويلر (بالإنجليزية: George Edward Wheeler)‏ هو لاعب جمباز أمريكي، ولد في 14 ديسمبر 1914 في بيتسبرغ في الولايات المتحدة، وتوفي في 8 يوليو 1990 في نيويورك في الولايات المتحدة.

## وصلات خارجية
- جورج ويلر على موقع اللجنة الأولمبية الدولية (الإنجليزية)
- جورج ويلر على موقع أوليمبيديا (الإنجليزية)